# Kresz Károly
Kresz Károly (Budapest, 1886. november 20. – Budapest, Józsefváros, 1943. június 3.) közgazdász, közgazdasági író, Kresz Géza orvos fia, Kresz Géza hegedűművész testvére.

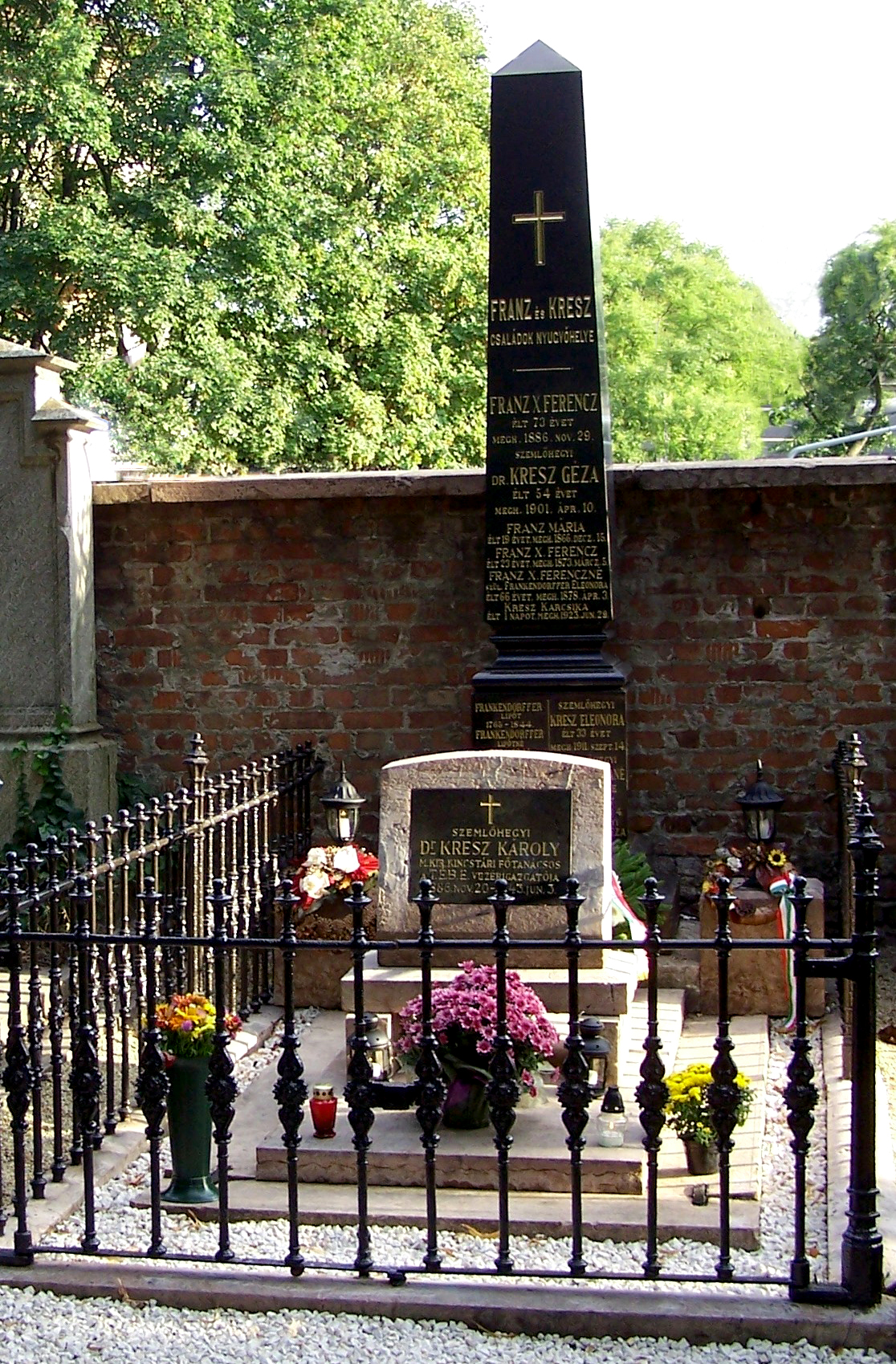
Kresz Károly sírja Budapesten. Fiumei úti sírkert: J. 212.

## Életpályája
Egyetemi tanulmányait Lipcsében és Heidelbergben végezte. Ezt követően Londonban alkalmazták. 1916-ban Budapesten a Magyar Földgáz Rt. cégvezetője lett, 1919-től a Takarékpénztárak és Bankok Egyesületének (TÉBE) titkára, 1922-től főtitkára, 1925-től igazgatója, végül 1943-tól vezérigazgatója. E mellett az Országos Lakásépítő Hitelszövetkezet elnöke, illetve a Pénzügyi Szindikátus alelnöke volt. 1926. december 3-án Kincstári főtanácsosi címet kapott.
Házastársa Stojanovich/Sztojanovits Eulália volt, akit 1922. július 17-én Budapesten vett nőül.

## Művei
- Die Bestrebungen nach einer mitteleuropäischen Zollunion (dissertation). Heidelberg, Hörning, 1907. (Carl von Kresz néven)
- A békeszerződés és a kereskedelem. Budapest, Kilián, 1920.
- Az új okirati illetékek : az 1920. évi XXIV. t.-cikknek a pénzintézetekre vonatkozó rendelkezései (magyarázatokkal). Bp. Kilián, 1921.
- A Népszövetság gazdasági munkája. Budapest, May Ny., 1925.
- A német valorizációs törvény kihatása. Budapest, TÉBE Kiadóvállalat, 1926.
- A nemzetközi valutastabilizációra irányuló törekvések. Pécs, Dunántúl, 1935.
- Az aranyvaluták leértékelése. Pécs, Dunántúl Ny., 1937.
- A konjunktúra útja : előadás a Cobden Szövetség Szemináriumában 1937. december 3-án. Budapest, Magyar Cobden Szövetség, 1938.
- A magyar hitelélet szervezete. Budapest, TÉBE, 1939.
- A háború pénzellátása. Budapest, Egyetemi Ny., 1940.
- Háborús pénzügyek. Budapest, May Ny., 1942.
- Die ungarischen Geldinstitute im Jahre 1941. Budapest, Pester Lloyd Ny., 1942.
- A zene az éremművészetben - A Magyar Numizmatikai Társaságban elhangzott előadás (1940). In: Magyar Zenei Szemle, 1943. február

## Emlékezete
Nekrológ: Magyar Statisztikai Szemle, 1943. 7. sz. (376. o.)